# Keystone Heights
Keystone Heights é uma cidade localizada no estado americano da Flórida, no condado de Clay. Foi incorporada em 1925.

## Geografia
De acordo com o United States Census Bureau, a cidade tem uma área de 2,9 km², onde 2,8 km² estão cobertos por terra e 0,1 km² por água.

### Localidades na vizinhança
O diagrama seguinte representa as localidades num raio de 32 km ao redor de Keystone Heights.

## Demografia
Segundo o censo nacional de 2010, a sua população é de 1 350 habitantes e sua densidade populacional é de 473,85 hab/km². Possui 603 residências, que resulta em uma densidade de 211,65 residências/km².